# Тирана (област)
Област Тирана (на албански: Qarku i Tiranës) е административно-териториална област в Албания, разположена в централната част на страната, с площ от 1652 км2. Съставена е от 5 общини – Камза, Кавая, Рогожина, Тирана и Вора. Числеността на населението според преброяването през 2011 г. е 749 365 души. Административен център е столицата Тирана. 

## География
Граничи с областите Дуръс, Дебър, Елбасан, Фиер и Адриатическо море.

## История
До 2014 г., преди административната реформа в Албания, област Тирана се е състояла от 2 окръга – Тирана и Кавая.